# Johann Hertzog
Johann Christian Hertzog (* 19. Februar 1766 in Waldeck; † 8. Dezember 1851 ebenda) war ein deutscher Landwirt, Bürgermeister und Abgeordneter im Fürstentum Waldeck.

## Leben
Hertzog war der Sohn des Bäckermeisters Johann Jeremias Hertzog (* 21. Dezember 1737 in Waldeck; † 1. November 1801 ebenda) und dessen Ehefrau Anna Elisabeth geborene Wiesemann (* 26. Dezember 1734 in Buhlen; † 21. Juni 1787 in Waldeck). Er war evangelischer Konfession und heiratete am 2. Februar 1797 Wilhelmine Catharina Elisabeth Höhle (* 8. Dezember 1779 in Waldeck; † 21. Februar 1860 ebenda), die Tochter des Ratsherren Johann Henrich Höhle (* 28. September 1743 in Waldeck; † 11. Februar 1802 ebenda) und dessen Ehefrau Marie Elisabeth geborene Bötger (Böttcher) (* 4. Mai 1753 in Mehlen; † 29. März 1791 in Waldeck).
Johann Jacob Höhle (1777–1846) war ein Schwager, Johann Christian Höhle ein Cousin der Ehefrau und Henrich Wilhelm Höhle ein Großcousin der Ehefrau.
Hertzog lebte als Ackermann in Waldeck. 1807 wurde er als Gemeinsmann genannt, ab 1812 war er Ratsherr und 1814 Bürgermeister der Stadt Waldeck. Vom 15. Februar bis Herbst 1814 war er Mitglied des Landstandes des Fürstentums Waldeck.